# Odder
Odder ist eine Kleinstadt südlich von Aarhus im Osten Jütlands, Dänemark und der Verwaltungssitz der Kommune Odder. In Odder leben 12.914 Einwohner (Stand 1. Januar 2023).

## Sehenswürdigkeiten
- Odder Kirke:

Die Odder Kirche von 1150 n. Chr. ist die älteste Gemeindekirche des Landes. In der Kirche befindet sich das Grab von Admiral Jens Rodsten.   

## Partnerstädte
- Świeradów-Zdrój, (Polen)

## Persönlichkeiten
Söhne und Töchter:
- Olaf Kjems (1880–1952), Turner
- Ejler Bille (1910–2004), Bildhauer und Maler
- Niels Fredborg (* 1946), Radrennfahrer
- Ole Bækhøj (* 1970), Kulturmanager
- Julie Fahrer (* 1986), Jazzmusikerin
- Torben Grimmel (* 1975), Sportschütze
- Simon Steen-Andersen (* 1976), Komponist und Installationskünstler
- Kirsten Brosbøl (* 1977), Umweltministerin
- Jens Laulund (* 1977), Basketballspieler
- Thomas Mogensen (* 1983), Handballspieler
- Esben Smed (* 1984), Schauspieler
- Anders Skaarup Rasmussen (* 1989), Badmintonspieler

Personen mit Beziehung zur Stadt:
- Jesper Juul (1948–2019) war ein Familientherapeut, in Odder verstorben

## Verkehr
Bahn:  Odder ist mit Aarhus durch die Aarhus Letbane verbunden. 
Fähre:  Vom nahen Hov besteht eine Fährverbindung zu den Inseln Samsø und Tunø.